# Tung Wah
Tung Wah Group of Hospitals (chinesisch 東華三院, Pinyin Dōnghuá Sānyuàn, Jyutping Dung1waa4 Saam1jyun2) umgangssprachlich Tung Wah (東華), ist eine in Hongkong ansässige karitative Institution im Dienst der Öffentlichkeit. Sie wurde 1870 auf Anordnung der Regierung aufgebaut und wird seit jeher von Chinesen geführt. Zu dieser Institution gehört eine Gruppe von namhaften fünf Krankenhäusern (zum Beispiel das Tung Wah Hospital und das Kwong Wah Hospital) und eine Vielzahl von Behandlungszentren verteilt über die ganze Stadt. Zur Aufgabe gehören medizinische Vorsorge, ambulante wie auch stationäre Behandlungen und die kostenlose Zurverfügungstellung von Medikamenten und Hilfsmitteln an Bedürftige. Für medizinische Unterstützung werden Spenden entgegengenommen, damit mehr Menschen von den Leistungen profitieren können.
Die Tung Wah Gruppe betreibt 5 Kliniken mit insgesamt 2.666 Betten. Sie unterhält zusätzlich 51 Einrichtungen wie Schulen und Kindergärten. „Im Jahre 2004 wurden 1,2 Millionen Konsultationen gezählt, mit ambulanter oder stationärer Behandlung bei kostenloser Hospitalisierung. Die Nachfrage nach solchen Leistungen ist weiterhin groß.“ – Charles Chang, Vorsitzender von Tung Wah